# Piet De Pessemier
Piet De Pessemier (Herk-de-Stad) is een Belgische zanger en gitarist die muziek maakt die vaak wordt ingedeeld bij americana.
In 2000 was De Pessemier gitarist bij Monza. Hij verliet de band in 2002. Hij schreef o.a. mee aan de hit Van God Los en nummers als Naïviteit, De Stad kan zo koud zijn en De ogen van Jenny.
De Pessemiers eigen werk werd bekend via de slowcoreband Krakow die de albums As The Heart Is (2007) en Far-Away Look (2009) uitbracht.
Nadat noodweer in 2011 op het festival Pukkelpop tot verschillende doden leidde, speelde De Pessemier het herdenkingsnummer Dark Rain voor zender Canvas.
Na het uiteenvallen van Krakow startte De Pessemier de band Mad About Mountains op, die weerom americana speelt. De band bracht tot op heden drie albums uit.
Sinds 2017 speelt De Pessemier bij de Neil Young tributeband LeNoise Ze spelen vooral in België en Nederland maar tourden eerder al in Duitsland, Frankrijk en UK.
Hiernaast speelde en zong De Pessemier een reeks tribute concerten voor Johnny Cash, Bob Dylan, Lou Reed en Bruce Springsteen. Andere bekende muzikanten die deel uit maakten van deze projecten zijn Jan Hautekiet, Guy Swinnen, Patrick Riguelle, Axl Peleman, en andere.